# Olavo de Carvalho
Olavo Luiz Pimentel de Carvalho, född 29 april 1947 i Campinas, Brasilien, död 24 januari 2022 i Richmond, Virginia, USA, var en brasiliansk konservativ journalist och essäist med esoteriska och konspirativa ideologiska ståndpunkter. Han hade stort inflytande på den brasilianska extremhögern och familjen Bolsonaro.
Som polemiker blev Carvalho kritiserad för att ofta ta till obscena personliga attacker. Hans böcker och artiklar har spridit konspirationsteorier och falsk information, och han har anklagats för att främja hatretorik och anti-intellektualism. Han positionerade sig som en kritiker av moderniteten. Hans intressen inkluderade historisk filosofi, historien om revolutionära rörelser, Den Traditionella Skolan och jämförande religion. Hans åsikter har avvisats av vissa filosofer.